# Frederico Guilherme, Duque de Brunsvique-Volfembutel
Frederico Guilherme (9 de outubro de 1771 - 16 de junho de 1815) foi um príncipe alemão e duque de Brunsvique-Luneburgo e Oels. Apelidado de "O Duque Negro" foi um oficial que liderou Brunsvique contra os exércitos de Napoleão na Alemanha. Governou brevemente o estado de Brunsvique-Volfembutel entre 1806 e 1807.

## Família
Frederico foi o sexto filho e quarto varão de Carlos Guilherme Fernando, Duque de Brunsvique-Volfembutel. Uma das suas irmãs era a princesa Carolina de Brunsvique, casada com o rei Jorge IV do Reino Unido. Os seus avós paternos eram Carlos I, Duque de Brunsvique-Volfembutel e a princesa Filipina Carlota da Prússia. Os seus avós maternos eram  Frederico, Príncipe de Gales e a princesa Augusta de Saxe-Gota.

## Vida

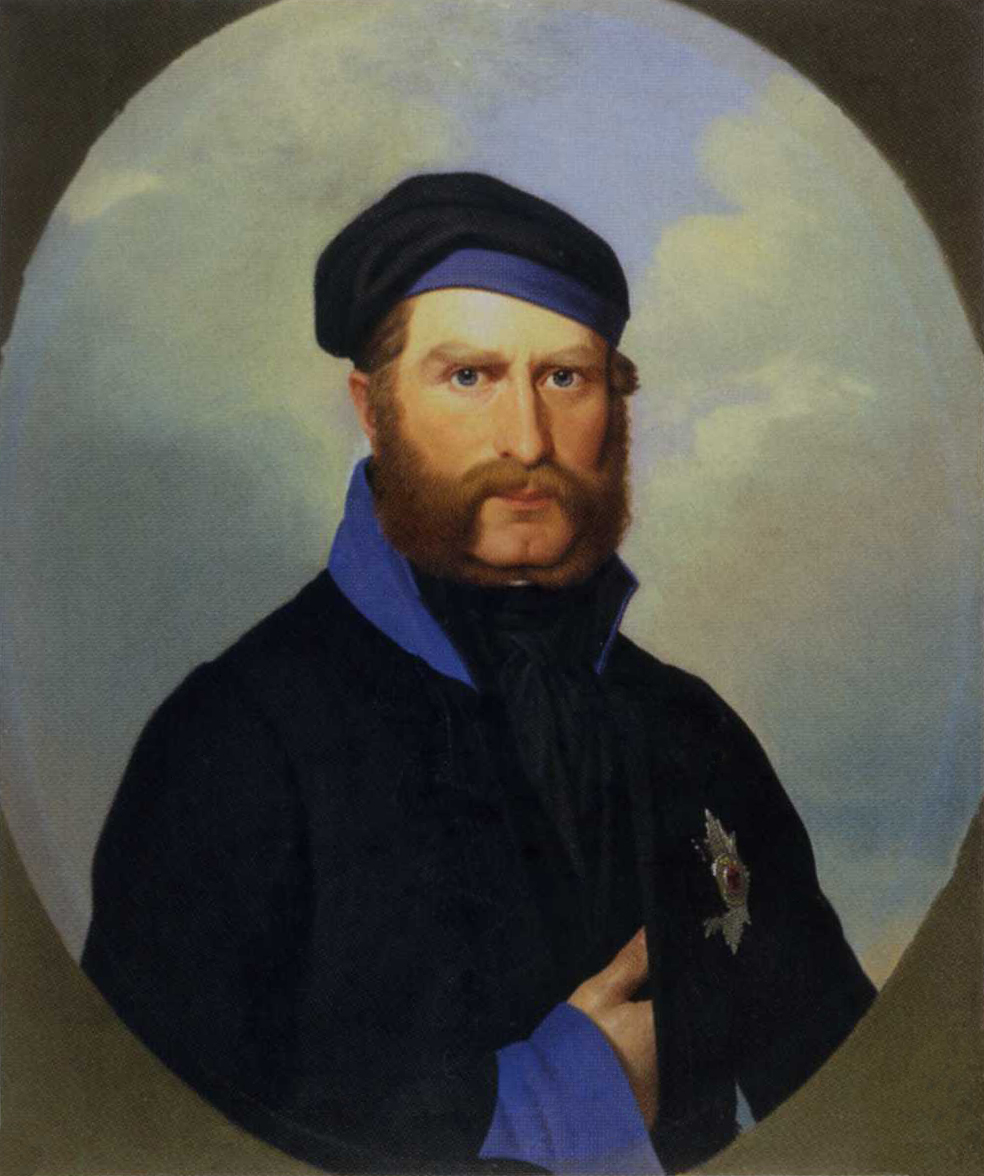
Frederico Guilherme

Frederico Guilherme juntou-se ao exército prussiano em 1789 como capitão e lutou nas batalhas contra a França revolucionária. Em 1805, depois de o seu tio, o duque Frederico Augusto de Brunswick-Wolfenbüttel, ter morrido sem filhos, Frederico Guilherme herdou o ducado de Oels, um pequeno principado na Silésia que era subordinado ao rei da Prússia.
Em outubro de 1806, Frederico Guilherme lutou na Batalha de Jena-Auerstädt como general-major do exército prussiano no qual o seu pai era marechal-de-campo. O seu pai morreu de um ferimento recebido nesta batalha e Frederico herdou o Ducado de Brunsvique visto que o seu irmão mais velho tinha morrido dois meses antes e os seus outros dois irmãos sofriam de um atraso mental. Após a derrota do Reino da Prússia na Quarta Coligação, o seu estado passou a ser controlado pela França. Frederico Guilherme fugiu para a casa dos seus sogros no grão-ducado de Baden que tinha permanecido um estado soberano mesmo depois da dissolução do Sacro Império Romano-Germânico em 1806 pelo imperador Francisco II, onde viveu nos anos que se seguiram.
Quando rebentou a Guerra da Quinta Coligação em 1809, Frederico Guilherme aproveitou a oportunidade para criar um exército partidário com o apoio do Império Austríaco. Este exército foi chamado "Brunswickers Negros" devido aos seus uniformes escuros de luto pela sua perda de independência. Frederico financiou o exército de forma privada através de impostos cobrados no seu outro principado de Oels e chegou à Boémia austríaca através dos estados aliados da Saxónia e da Vestfália na costa norte da Alemanha.
Frederico Guilherme conseguiu obter controlo por um breve período de tempo da cidade de Brunsvique em agosto de 1809, o que lhe deu o estatuto de um herói do folclore local. Depois fugiu para a Inglaterra para se juntar às forças do seu cunhado, o futuro rei Jorge IV do Reino Unido. Grande parte do seu exército, que tinha originalmente dois mil e trezentos soldados, foi destruído durante as batalhas combatidas em Portugal e Espanha durante a Guerra Peninsular.
Frederico regressou a Brunsvique em dezembro de 1813, depois de o Reino da Prússia ter terminado com o domínio francês no ducado. Quando Napoleão Bonaparte regressou à vida política em 1815, durante o Governo dos Cem Dias, Frederico voltou a reunir novas tropas. Foi morto na Batalha de Quatre Bras com um tiro de pistola no dia 16 de junho nesse ano.

## Casamento e descendência
No dia 1 de novembro de 1802, Frederico Guilherme casou-se em Karlsruhe com a princesa Maria de Baden, filha de Carlos Luís, Príncipe-Herdeiro de Baden. O casal teve três filhos antes de Maria morrer de febre puerperal quatro dias depois de dar à luz uma filha que nasceu morta. Os seus filhos foram:
- Carlos II de Brunsvique (30 de outubro de 1804 - 19 de agosto de 1873), morreu solteiro e sem descendência.
- Guilherme de Brunsvique (25 de abril de 1806 - 18 de outubro de 1884), morreu solteiro e sem descendência legitima.
- Filha sem nome (16 de Abril de 1808)